# ハワード郡 (ミズーリ州)
ハワード郡（英: Howard County）は、アメリカ合衆国ミズーリ州の中央部北、ミズーリ川の北岸に位置する郡である。2010年国勢調査での人口は10,144人であり、2000年の10,212人から0.7％減少した。郡庁所在地はファイエット市（人口2,688人）であり、同郡で人口最大の都市でもある。ハワード郡は1816年1月23日に設立され、郡名はミズーリ準州の初代知事ベンジャミン・ハワードに因んで名付けられた。
ハワード郡はコロンビア都市圏に属している。

## 歴史
ミズーリ川の北岸に位置するハワード郡は、主にケンタッキー州、テネシー州、バージニア州といったアップランドサウスと呼ばれる地域から移住してきた開拓者が入った。彼等は奴隷と共にその制度をこの地域に持ち込み、直ぐにテネシー州中部やケンタッキー州で栽培していた麻やタバコの栽培を始めた。州の中央部、ミズーリ川の南北両岸に南部人が多く入った開拓地の一つである。その文化や伝統を持ち込んだのでリトル・ディキシーと呼ばれるようになり、ハワード郡はその中心だった。1860年の人口の内、25％以上が奴隷だった。南北戦争のとき、郡民は概して南軍を支持した。

## 地理
アメリカ合衆国国勢調査局に拠れば、郡域全面積は470.55平方マイル (1,218.7 km2)であり、このうち陸地465.74平方マイル (1,206.3 km2)、水域は4.82平方マイル (12.5 km2)で水域率は1.02％である。

### 主要高規格道路
- アメリカ国道40号線
- ミズーリ州道3号線
- ミズーリ州道5号線
- ミズーリ州道87号線
- ミズーリ州道124号線
- ミズーリ州道240号線

### 隣接する郡
- チャリトン郡 - 北西
- ランドルフ郡 - 北東
- ブーン郡 - 南東
- クーパー郡 - 南
- セイリーン郡 - 西

### 国立保護地域
- ビッグマディ国立魚類野生生物保護区（部分）

## 人口動態
以下は2000年国勢調査による人口統計データである。
| 基礎データ - 人口: 10,212人 - 世帯数: 3,836 世帯 - 家族数: 2,631 家族 - 人口密度: 8人/km2（22人/mi2） - 住居数: 4,346軒 - 住居密度: 4軒/km2（9軒/mi2） 人種別人口構成 - 白人: 91.13% - アフリカン・アメリカン: 6.84% - ネイティブ・アメリカン: 0.33% - アジア人: 0.12% - 太平洋諸島系: 0.08% - その他の人種: 0.40% - 混血: 1.10% - ヒスパニック・ラテン系: 0.86% 先祖による構成 - ドイツ系：32.4％ - アメリカ人：16.1％ - イギリス系：8.9％ - アイルランド系：8.3％ 年齢別人口構成 - 18歳未満: 24.0% - 18-24歳: 13.3% - 25-44歳: 25.2% - 45-64歳: 21.3% - 65歳以上: 16.1% - 年齢の中央値: 37歳 - 性比（女性100人あたり男性の人口） - 総人口: 94.0 - 18歳以上: 94.4 | 世帯と家族（対世帯数） - 18歳未満の子供がいる: 31.5% - 結婚・同居している夫婦: 55.3% - 未婚・離婚・死別女性が世帯主: 9.5% - 非家族世帯: 31.4% - 単身世帯: 27.3% - 65歳以上の老人1人暮らし: 13.3% - 平均構成人数 - 世帯: 2.46人 - 家族: 2.98人 収入と家計 - 収入の中央値 - 世帯: 31,614米ドル - 家族: 40,167米ドル - 性別 - 男性: 26,369米ドル - 女性: 19,950米ドル - 人口1人あたり収入: 15,198米ドル - 貧困線以下 - 対人口: 11.6% - 対家族数: 7.5% - 18歳未満: 14.7% - 65歳以上: 14.4% |

## 都市と町
- ファイエット - 郡庁所在地
- アームストロング
- フランクリン
- グラスゴー
- ニューフランクリン

## 教育
郡内の高等教育機関としては、ファイエット市に、私立4年制メソジスト教会の大学であるセントラル・メソジスト大学がある。

## 政治

### 地方
ハワード郡の地方レベルでは民主党が大半の政治を支配しており、郡の選挙で選ばれる役職は2人を除いて独占している。

### 国政

#### 2008年大統領予備選挙
2008年の大統領予備選挙で、ハワード郡は二大政党の候補者をどちらも州全体と全国で二位に終わった者を選んだ。民主党の予備選挙ではヒラリー・クリントンが1位となり、バラク・オバマが僅差で2位になった。さらにどちらも共和党予備選挙で各候補に投じられた票数よりも多かった。